# Коко Тейлор
Коко Тейлор (англ. Koko Taylor, справжнє ім'я Cora Walton; 28 вересня 1928, Шелбі Каунті, Теннессі — 3 червня 2009, Чикаго) — американська співачка, названа за унікальний голос Королевою блюзу. Співачка з'являлася на сцені під час вшановування президентів США, при інавгурації Джорджа Буша і двічі при інавгурації Білла Клінтона. Лауреат багатьох нагород, в тому числі в 1985 році Греммі за Найкращий блюзвовий альбом. Прізвисько Коко співачка отримала за свою любов до шоколаду.
Творча кар'єра Коко тривала майже п'ять десятиліть, за які вона записала такі всесвітньо відомі композиції, як «Wang Dang Doodle», «What Kind of Man is This» та «I Got What It Takes».
Співачку сім разів номінували на премію Grammy, але отримала вона її тільки в 1984 році за альбом Blues Explosion.
Померла 3 червня 2009 після довгої хвороби в госпіталі Чикаго. Причиною смерті співачки стали ускладнення після перенесеної 19 травня хірургічній операції (шлунково-кишкової кровотечі).

## Дискографія

### Альбоми
- Koko Taylor (Chess, 1969)
- Basic Soul (Chess, 1972)
- Southside Lady (Black & Blue, 1973)
- I Got What It Takes (Alligator, 1975)
- The Earthshaker (Alligator, 1978)
- From the Heart of a Woman (Alligator, 1981)
- Queen of the Blues (Alligator, 1985)
- Live from Chicago: An Audience with the Queen (Alligator, 1987)
- Jump for Joy (Alligator, 1990)
- What It Takes — The Chess Years (Chess, 1991)
- Force of Nature (Alligator, 1993)
- The Blues Collection Vol.29 — Wang Dang Doodle (Chess, 1994)
- Royal Blue (Alligator, 2000)
- Old School (Alligator, 2007)

### Сингли
- «I Got What It Takes»/«What Kind of Man Is This» (Checker, 1964)
- «Don't Mess With the Messer»/«Whatever I Am, You Made Me» (Checker, 1965)
- «Blues Heaven»/«Wang Dang Doodle» (Checker, 1966)
- «Good Advice»/«When I Think of My Baby» (Checker, 1966)
- «Good Advice»/«Tell Me the Truth» (Checker, 1966)
- «Egg Or the Hen»/«Just Love Me» (Checker, 1967)
- «(I Got) All You Need»/«All Money Spent (On Feeling Good)» (Checker, 1967)
- «Fire»/«Insane Asylum» (Checker, 1968)
- «Separate Or Integrate»/«I Don't Care» (Checker, 1968)